# مجموعة فتح الإسلام
مجموعة فتح الإسلام هي مجموعة مسلحة متهمة بعمليات إرهابية. انطلقت هذه المجموعة من مخيم نهر البارد للاجئين في شمال لبنان تم تشكيلها في فبراير 2006م بعد انشقاقها عن حركة «فتح الانتفاضة» وقام الجيش اللبناني بالقضاء على هذا التنظيم.

## قيادة المجموعة وهويتها
كان يقودها يوسف شاكر العبسي. وقد تم الكشف عن أن عناصر هذه المجموعة الذين تم القبض عليهم مؤخراً ينتمون إلى بلدان عربية مختلفة.

## الصراع مع الجيش البناني
اندلع القتال بين فتح الإسلام والجيش اللبناني في 20 مايو 2007 في مخيم نهر البارد. وكانت شرارة هذه الأحداث سرقة بنك البحر المتوسط من قبل عناصر فتح الإسلام وإطلاق نار على عناصر الجيش اللبناني وقوى الأمن فاندلعت بذلك شرارة الأحداث. وقد سقط عدد من القتلى، وقضى الجيش اللبناني على هذا التنظيم

## تفجير سيارة في سوريا
في 7 نوفمبر 2008 بث التلفزيون السوري اعترافات لبعض الأشخاص الذين ينتمون لتنظيم فتح الإسلام متهمين «بالتخطيط والتنفيذ لتفجير سيارة مفخخة في أحد مناطق العاصمة السورية دمشق في سبتمبر 2008». والذي أدى لمقتل 14 شخصا وجرح 27 آخرون.
حيث ذكر أن منفذ العملية سعودي الجنسية، كما اتهمت وكالة الأنباء السورية «الرسمية» سانا بأن تيار المستقبل المناوئ لسوريا في لبنان هو أحد ممولي تنظيم فتح الإسلام.